# Grindelia ventanensis
Grindelia ventanensis là một loài thực vật có hoa trong họ Cúc. Loài này được A.Bartoli & R.D.Tortosa mô tả khoa học đầu tiên năm 1994.